# Германия на летних Олимпийских играх 1904
Германия на летних Олимпийских играх 1904 была представлена 18 спортсменами в пяти видах спорта. Страна заняла второе место в общекомандном зачёте.

## Медалисты

### Золото
| Золото |                |                                     |
| №      | Спортсмены     | Вид спорта (дисциплина)             |
| 1      | Эмиль Рауш     | Плавание (880 ярдов вольным стилем) |
| 2      | Эмиль Рауш     | Плавание (1 миля вольным стилем)    |
| 3      | Вальтер Брак   | Плавание (100 ярдов на спине)       |
| 4      | Георг Цахариас | Плавание (440 ярдов брассом)        |

### Серебро
| Серебро |                 |                                                   |
| №       | Спортсмены      | Вид спорта (дисциплина)                           |
| 1       | Георг Гоффман   | Плавание (100 ярдов на спине)                     |
| 2       | Вальтер Брак    | Плавание (440 ярдов брассом)                      |
| 3       | Георг Гоффман   | Прыжки в воду (вышка)                             |
| 4       | Вильгельм Вебер | Спортивная гимнастика (индивидуальное первенство) |

### Бронза
| Бронза |                      |                                                  |
| №      | Спортсмены           | Вид спорта (дисциплина)                          |
| 1      | Пауль Вайнштайн      | Лёгкая атлетика (прыжки в высоту)                |
| 2      | Эмиль Рауш           | Плавание (220 ярдов вольным стилем)              |
| 3      | Георг Цахариас       | Плавание (100 ярдов на спине)                    |
| 4      | Альфред Брауншвайгер | Прыжки в воду (вышка)                            |
| 5      | Вильгельм Вебер      | Спортивная гимнастика (первенство на 9 снарядах) |

## Результаты соревнований

### Водные виды спорта

#### Плавание
| Соревнование             | Спортсмены     | Финал      | Финал |
| Соревнование             | Спортсмены     | Результат  | Место |
| ------------------------ | -------------- | ---------- | ----- |
| 220 ярдов вольным стилем | Эмиль Рауш     | 2:56,0     | 3     |
| 880 ярдов вольным стилем | Эмиль Рауш     | 13:11,4    | 1     |
| 1 миля вольным стилем    | Эмиль Рауш     | 27:18,2    | 1     |
| 100 ярдов на спине       | Вальтер Брак   | 1:16,8     | 1     |
| 100 ярдов на спине       | Георг Гоффман  | неизвестен | 2     |
| 100 ярдов на спине       | Георг Цахариас | неизвестен | 3     |
| 440 ярдов брассом        | Георг Цахариас | 7:23,6     | 1     |
| 440 ярдов брассом        | Вальтер Брак   | неизвестен | 2     |
| 440 ярдов брассом        | Георг Гоффман  | неизвестен | 4     |

#### Прыжки в воду
| Соревнование | Спортсмены           | Финал      | Финал |
| Соревнование | Спортсмены           | Результат  | Место |
| ------------ | -------------------- | ---------- | ----- |
| Вышка        | Георг Гоффман        | 11,66      | 2     |
| Вышка        | Альфред Брауншвайгер | 11,33      | 3     |
| Вышка        | Отто Хофф            | неизвестен | 5     |

### Лёгкая атлетика
| Соревнование    | Спортсмен       | Финал      | Финал |
| Соревнование    | Спортсмен       | Результат  | Место |
| --------------- | --------------- | ---------- | ----- |
| 400 метров      | Йоханнес Рунге  | неизвестен | 7-12  |
| 800 метров      | Йоханнес Рунге  | неизвестен | 5     |
| 1500 метров     | Йоханнес Рунге  | неизвестен | 5     |
| Прыжки в высоту | Пауль Вайнштайн | 1,77 м     | 3     |
| Прыжки с шестом | Пауль Вайнштайн | неизвестен | 7     |
| Троеборье       | Кристиан Буш    | 30,0       | 7     |
| Троеборье       | Кристиан Буш    | 29,7       | 9     |
| Троеборье       | Вильгельм Вебер | 27,6       | 21    |
| Троеборье       | Отто Виганд     | 27,2       | 28    |
| Троеборье       | Вильгельм Лемке | 26,6       | 34    |
| Троеборье       | Адольф Вебер    | 25,9       | 44    |
| Троеборье       | Хуго Пайч       | 25,1       | 55    |

### Спортивная гимнастика
| Соревнование              | Спортсмен       | Финал     | Финал |
| Соревнование              | Спортсмен       | Результат | Место |
| ------------------------- | --------------- | --------- | ----- |
| Индивидуальное первенство | Вильгельм Вебер | 69,10     | 2     |
| Индивидуальное первенство | Эрнст Мор       | 67,90     | 4     |
| Индивидуальное первенство | Отто Виганд     | 67,82     | 5     |
| Индивидуальное первенство | Хуго Пайч       | 66,66     | 7     |
| Индивидуальное первенство | Кристиан Буш    | 66,12     | 9     |
| Индивидуальное первенство | Вильгельм Лемке | 64,15     | 13    |
| Индивидуальное первенство | Адольф Вебер    | 62,62     | 19    |
| Первенство на 9 снарядах  | Вильгельм Вебер | 41,60     | 3     |
| Первенство на 9 снарядах  | Хуго Пайч       | 41,56     | 4     |
| Первенство на 9 снарядах  | Отто Виганд     | 40,82     | 5     |
| Первенство на 9 снарядах  | Эрнст Мор       | 38,90     | 9     |
| Первенство на 9 снарядах  | Вильгельм Лемке | 37,75     | 11    |
| Первенство на 9 снарядах  | Кристиан Буш    | 37,62     | 13    |
| Первенство на 9 снарядах  | Адольф Вебер    | 36,72     | 17    |

### Теннис
Результаты спортсменов, выделенных курсивом, приписаны смешанной команде.
| Соревнование     | Спортсмены                        | Первый раунд       | Второй раунд       | 1/8 финала                                                 | Четвертьфинал      | Полуфинал          | Финал              |
| Соревнование     | Спортсмены                        | Соперник Результат | Соперник Результат | Соперник Результат                                         | Соперник Результат | Соперник Результат | Соперник Результат |
| ---------------- | --------------------------------- | ------------------ | ------------------ | ---------------------------------------------------------- | ------------------ | ------------------ | ------------------ |
| Одиночный разряд | Хуго Гарди                        |                    |                    | Билс Райт (USA) проиграл; 2-6, 1-6                         | не прошёл          | не прошёл          | не прошёл          |
| Парный разряд    | Хуго Гарди (GER) Пол Глисон (USA) |                    |                    | Альфонсо Белл (USA) Роберт Лерой (USA) проиграли; 3-6, 1-6 | не прошли          | не прошли          | не прошли          |

### Фехтование
| Соревнование | Спортсмен     | Полуфинал | Полуфинал | Финал      | Финал |
| Соревнование | Спортсмен     | Побед     | Место     | Побед      | Место |
| ------------ | ------------- | --------- | --------- | ---------- | ----- |
| Рапира       | Густав Касмир | 3         | 1         | 0          | 4     |
| Шпага        | Густав Касмир |           |           | неизвестно | 4     |